# Alexander von Huebner
Joseph Alexander von Huebner, nato Josef Hafenbredl (Vienna, 26 novembre 1811 – Vienna, 30 luglio 1892), è stato un diplomatico, scrittore e nobile austriaco.

## Biografia

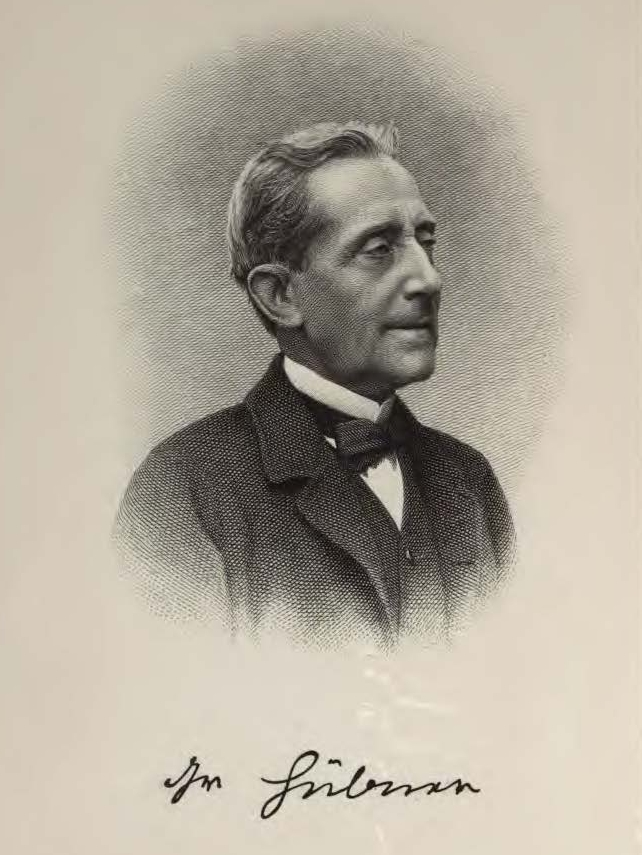
Ritratto fotografico di Alexander von Huebner del 1891

Iniziò la sua carriera nel servizio diplomatico nel 1833 sotto l'ala protettrice del principe di Metternich, del quale divenne ben presto amico. Il cancelliere austriaco lo inviò nel 1837 come attaché all'ambasciata di Parigi. Nel 1841 divenne segretario dell'ambasciata di Lisbona e nel 1844 divenne console generale austriaco a Lipsia. Nel 1848 venne inviato a Milano per curare la corrispondenza diplomatica dell'arciduca Ranieri, viceré della Lombardia. Allo scoppio della rivoluzione, venne preso come ostaggio e rimase prigioniero per diversi mesi. Tornato in Austria, venne incaricato della gestione dei documenti per l'abdicazione dell'imperatore Ferdinando I d'Austria e di preparare così l'ascesa di Francesco Giuseppe.
Il suo diario, d'incalcolabile valore per la conoscenza dei complicati intrighi diplomatici e politici dell'epoca, venne pubblicato nel 1891 in francese e in tedesco col titolo di Une Année de ma vie, 1848–1849. Nel marzo del 1849 venne inviato in missione speciale a Parigi, ed in quello stesso anno venne nominato infine ambasciatore in Francia. La sua influenza alla corte di Parigi giocò un ruolo fondamentale nella gestione non solo dell'alleanza dell'Austria nella Guerra di Crimea, ma gli consentì di divenire anche rappresentante austriaco al Congresso di Parigi (1856). Con lo scoppio della seconda guerra d'indipendenza italiana che vide contrapporsi di riflesso anche la Francia contro l'Impero austriaco, il suo unico commento a Napoleone III fu: "Mi dispiace che le nostre relazioni non siano più buone come erano in passato". Dopo la guerra, Hübner non fece ritorno a Parigi, e dopo aver detenuto il ministero della polizia nel gabinetto di governo presieduto da Agenor Gołuchowski dall'agosto all'ottobre del 1859, si ritirò a vita privata sino al 1865, quando venne richiamato dal governo austriaco a ricoprire l'incarico di ambasciatore presso la Santa Sede.

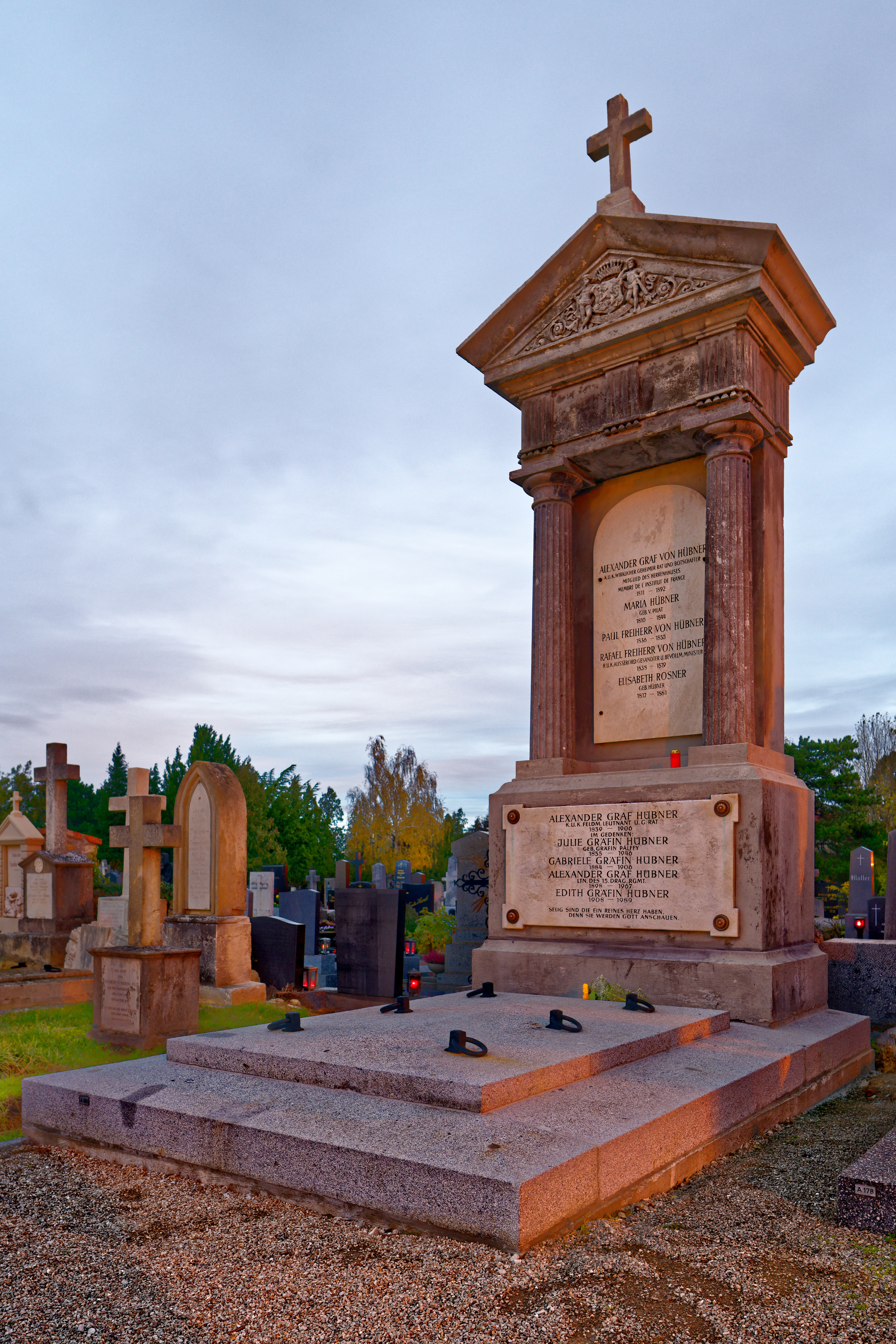
Tomba di Alexander von Huebner

Lasciando il suo incarico nel 1867, prese a viaggiare e pubblicò un libro coi suoi resoconti dal titolo Promenade au tour du monde, 1871 (1873) e Through the British Empire (1886), scritti con stile brillante e caratterizzati da osservazioni personali che gli valsero popolarità al suo tempo. Altra sua opera fu Sixte-Quint (1870), un'opera storica sui suoi tempi con documenti segreti provenienti dal Vaticano e da Venezia.
Nel 1879 divenne membro della Camera dei Signori d'Austria, dove sedette tra i conservatori. Nel 1854 aveva ricevuto il rango di barone e nel 1888 venne elevato a quello di conte. Morì a Vienna il 30 luglio 1892.

## Ideali politici
Sebbene fosse borghese di estrazione, Hübner si dimostrò un profondo ammiratore del vecchio regime aristocratico e trovò tra i suoi ispiratori politici personaggi come Metternich e Schwarzenberg. Fu uno degli ultimi sopravvissuti della scuola politica e di pensiero del principe di Metternich.

## Matrimonio e figli
Hübner sposò Marie de Pilat e la coppia ebbe tre figli:
- Mélanie Elisabeth Marie Josepha (n. 1835), sposò il conte Léon Nau de Maupassant.
- Elisabeth Marie (n. 1835), sposò il marchese Jacques de Marliave.
- Alexander Karl Joseph, (n. 14 dicembre 1839), sposò la contessa Julie Jacqueline Palffy de Erdod.
- Eleonore Alfonsine Hermine (n. 13 dicembre 1840), sposò il conte John O'Byrne of Mont Byrne and Corville.